# Новая Знаменка (Полтавская область)
Новая Знаменка (укр. Нова Знам'янка, до 2016 г. — Червоная Знаменка) — село,
Червонознаменский сельский совет,
Кременчугский район,
Полтавская область,
Украина.
Код КОАТУУ — 5322486301. Население по переписи 2001 года составляло 2379 человек.
Является административным центром Червонознаменского сельского совета, в который, кроме того, входит село
Вольная Терешковка.

## Географическое положение
Село Новая Знаменка находится на берегах реки Сухой Кагамлык,
выше по течению примыкает село Вольная Терешковка,
ниже по течению примыкает город Кременчуг.
Рядом проходят автомобильная дорога Н-08 и
железная дорога, станция Платформа 281 км.

## История
- Есть на карте 1796 года.[3]
- В 1862 году в казачьем селе Богомоловка была церковь православная и 288 дворов где жило 2274 человека[4]
- В 1911 году в селе селе Богомоловка была Троицкая церковь, земская и церковно-приходская школы и проживало 1770 человек.[5]

## Экономика
- Фермерское хозяйство «Элита».
- Фермерское хозяйство «Пипка».

## Объекты социальной сферы
- Школа I—II ст.
- Дом культуры.

## Экология
- Рядом с селом расположен «Кременчугский нефтеперерабатывающий завод» и Кременчугская ТЭЦ.